# 계족로

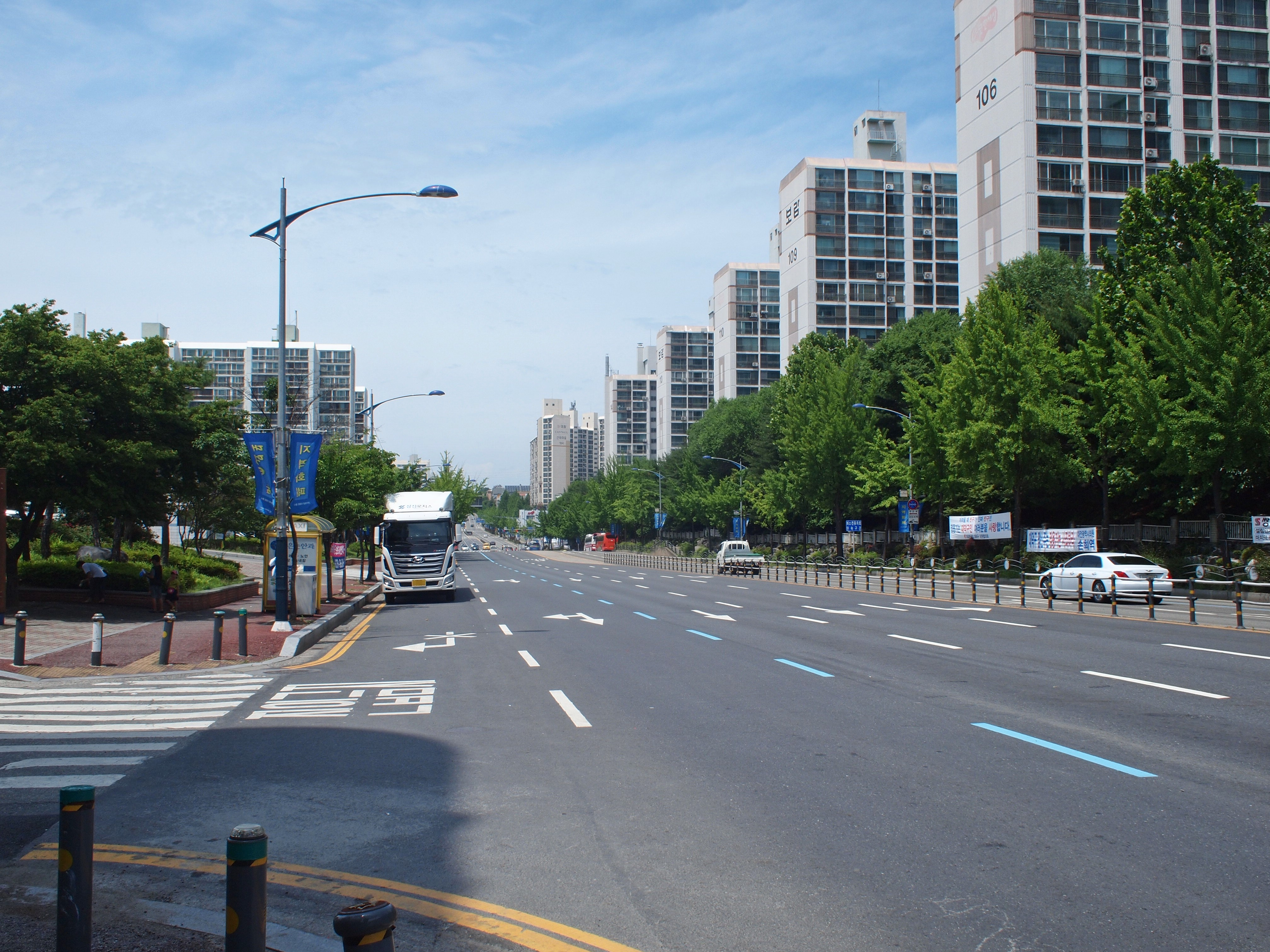
근로복지공단 대전병원 앞의 계족로 모습

계족로(鷄足路)는 대전광역시 대덕구 읍내동 읍내삼거리에서 법동, 중리동, 동구 용전동, 가양동, 성남동, 신흥동을 경유하여 효동 효동사거리에 이르는 도로이다. 읍내삼거리에서 남쪽 방향으로 신탄진로와 갈라진다. 신탄진로와 방향은 거의 유사하나, 대전중앙병원, 대전복합터미널 등 이 도로 인근에 주요 지점들이 위치하며, 중리동과 법동에 주거지역이 밀집되어 있다는 특징 때문에, 급행 1번, 701번 등 신탄진과 원도심을 잇는 주요 시내버스 노선이 이 도로를 경유한다. 원래 계족로는 읍내동에서 신흥동까지였으나 2010년 효동길이 계족로에 포함되었다.

## 경유지
읍내삼거리 - 대전국세청 - 대전중앙병원 - 중리네거리 - 용전네거리 - 가양교 - 대동역오거리 - 신흥삼거리 - 효동사거리

## 도로정보
- 길이 : 6.7km
- 너비
  - 편도 6차로 : 신흥삼거리~중리네거리
  - 편도 8차로 : 중리네거리~읍내삼거리